# Plusregio
Plusregio er navnet på en hollandsk byregion, som der findes 8 af.
|    | Plusregio                            | Provins       | Kommuner | Antal indbyggere |
| -- | ------------------------------------ | ------------- | --- | ---------------- |
| 1. | Stadsregio Amsterdam                 | Noord-Holland | Amsterdam, Zaanstad, Haarlemmermeer, Amstelveen, Purmerend, Aalsmeer, Edam-Volendam, Uithoorn, Diemen, Waterland, Wormerland, Ouder-Amstel, Landsmeer, Oostzaan, Beemster, Zeevang                                                  | 1.406.500        |
| 2. | Stadsregio Rotterdam                 | Zuid-Holland  | Rotterdam, Schiedam, Spijkenisse, Vlaardingen, Capelle aan den IJssel, Lansingerland, Barendrecht, Ridderkerk, Hellevoetsluis, Maassluis, Krimpen aan den IJssel, Albrandswaard, Brielle, Westvoorne, Rozenburg, Bernisse           | 1.137.004        |
| 3. | Stadsgewest Haaglanden               | Zuid-Holland  | Den Haag, Zoetermeer, Westland, Delft, Leidschendam-Voorburg, Rijswijk, Pijnacker-Nootdorp, Wassenaar, Midden-Delfland | 1.017.425        |
| 4. | Samenwerkingsverband Regio Eindhoven | Noord-Brabant | Eindhoven, Helmond, Veldhoven, Geldrop-Mierlo, Deurne, Valkenswaard, Best, Gemert-Bakel, Nuenen, Laarbeek, Cranendonck, Bladel, Someren, Eersel, Bergeijk, Oirschot, Waalre, Asten, Son en Breugel, Heeze-Leende, Reusel-De Mierden | 738.846          |
| 5. | Stadsregio Arnhem Nijmegen           | Gelderland    | Arnhem, Nijmegen, Lingewaard, Overbetuwe, Rheden, Wijchen, Montferland, Zevenaar, Renkum, Duiven, Beuningen, Groesbeek, Heumen, Westervoort, Doesburg, Rijnwaarden, Ubbergen, Mook en Middelaar, Millingen aan de Rijn, Rozendaal   | 733.432          |
| 6. | Bestuur Regio Utrecht                | Utrecht       | Utrecht, Nieuwegein, Zeist, Houten, De Bilt, Maarssen, IJsselstein, Vianen, Bunnik | 654.524          |
| 7. | Regio Twente                         | Overijssel    | Enschede, Hengelo, Almelo, Rijssen-Holten, Hellendoorn, Hof van Twente, Twenterand, Oldenzaal, Dinkelland, Haaksbergen, Wierden, Losser, Borne, Tubbergen                                                                           | 625.356          |
| 8. | Parkstad Limburg                     | Limburg       | Heerlen, Kerkrade, Landgraaf, Brunssum, Voerendaal, Simpelveld, Onderbanken, Nuth (sinds kort) | 252.332          |
|    |                                      |               | Total | 6.565.419        |

## Ekstern henvisning
- "Website for plusregio'erne" (nederlandsk). Arkiveret fra originalen 17. december 2010. Hentet 14. juni 2011.